# Costa di Black
La costa di Black è una porzione della costa della Terra di Palmer, in Antartide. In particolare, la costa di Black si estende nella parte orientale della penisola Antartica, tra Capo Boggs (70°33′S 61°23′W), a nordovest, e Capo Mackintosh (72°53′S 60°03′W), a sudest, confinando a nord con la costa di Wilkins e a sud con la costa di Lassiter. La costa è separata dalla costa di Rymill, sul lato occidentale della penisola Antartica, per mezzo delle Antartande.

## Storia
La costa di Black è stata scoperta e fotografata per la prima volta il 30 dicembre 1940, durante un volo di esplorazione effettuato da membri di stanza alla base Est del Programma Antartico degli Stati Uniti d'America. Durante il volo essi arrivarono fino ai 74°S, raggiungendo l'insenatura di Wright ma nelle fotografie si possono identificare formazioni della costa ancora più meridionali, come le penisola di Bowman.

La costa è stata battezzata con il suo attuale nome in onore di Richard B. Black, capitano (e in seguito ammiraglio) della marina militare statunitense e ufficiale comandante della Base East, che comandò il suddetto volo del 30 dicembre.

## Geografia
Nella costa di Black è presente il ghiacciaio Dana.